# Bieg na 50 metrów
Bieg na 50 metrów – konkurencja lekkoatletyczna i zarazem najkrótszy dystans sprinterski (nie licząc biegu na 50 jardów). Jest on rozgrywany bardzo rzadko, głównie na halowych mitingach. Do 1981 był rozgrywany na Halowych Mistrzostwach Europy. W 1982 jego miejsce zajął dystans 60 metrów.